# Sihelné
Sihelné est un village de Slovaquie situé dans la région de Žilina.

## Histoire
Première mention écrite du village en 1630[réf. nécessaire].

## Démographie

### Évolution de la population
| Année:               | 1994. | 2004.    | 2014.   | 2024.   |
| -------------------- | ----- | -------- | ------- | ------- |
| Nombre de personnes: | 1821  | 2017     | 2109    | 2166    |
| Différence:          |       | +10,76 % | +4,56 % | +2,70 % |

| Année:               | 2023. | 2024.   |
| -------------------- | ----- | ------- |
| Nombre de personnes: | 2186  | 2166    |
| Différence:          |       | -0,91 % |